# 휘그사관
휘그사관(영어: Whig historiography)은 과거의 사건들을 자유와 계몽이 커져가면서 최종적으로 근대의 자유민주주의 또는 입헌군주제의 형성으로 그 누적이 표출되는 불가피한 진보의 연속으로 파악하는 역사관이다. 휘그사관 역사학자들은 입헌정체, 개인의 자유, 과학적 진보의 부상을 강조한다.
휘그사관은 근대화 이론의 토대가 되었으며, 제2차 세계대전 이후의 개발원조의 실시로 이어졌다.
휘그사관은 대체로 현대역사학에서는 부정되고 있으며, 피해야 하는 태도로서 언급된다. 특히 과학사 분야에서는 과학의 역사를 현재의 상태로 이어지는 성공적인 실험과 이론의 연쇄로만 파악하고 실패한 이론이나 시행착오의 역사적 존재를 무시하는 결정론적 태도를 광범위하게 휘그사관이라 한다.

## 같이 보기
- 고전적 자유주의
- 민족중심주의
- 영웅사관
- 도덕적 진보
- 예정